# Loria
Loria – miejscowość i gmina we Włoszech, w regionie Wenecja Euganejska, w prowincji Treviso.
Według danych na rok 2004 gminę zamieszkiwały 7764 osoby, 337,6 os./km².

## Miasta partnerskie
- Bressols
- Guelph
- Pando